# Josep Martí i Pedrell
Josep Martí i Pedrell (Barcelona, ca.1796 - Barcelona, 26 de maig de 1863) va ser un bibliotecari i professor d'educació secundària català.
El 1836 fou nomenat bibliotecari de la biblioteca pública que esdevingué més tard la Biblioteca de la Universitat de Barcelona. També fou catedràtic, i arribà a ocupar el càrrec de director, fins al 1859, de l'institut de segon ensenyament de Barcelona. A més, fou membre de l'Acadèmia de Ciències i Arts i de l'Acadèmia de Bones Lletres de Barcelona.